# Ексбибит
Ексбибит се користи као јединица мере података у рачунарству и износи 1.152.921.504.606.846.976 (260) бита (1024 пебибита).